# 마이 시몬 리프시츠
마이 시몬 리프시츠(May Simón Lifschitz, 1981년 11월 11일 ~ )는 아르헨티나 태생의 덴마크의 모델이자 배우이다. 넷플릭스 드라마 《워리어 넌》에서 샤넬 역으로 출연했다.